# Stazione di Tsutsujigaoka
La stazione di Tsutsujigaoka (つつじヶ丘駅?, Tsutsujigaoka-eki) è una stazione ferroviaria della città di Chōfu, città conurbata con Tokyo. La stazione è servita dalla linea Keiō della Keiō Corporation.

## Linee
Keiō Corporation
● Linea Keiō

## Struttura
La stazione dispone di due marciapiedi a isola con quattro binari. Il fabbricato viaggiatori si trova sopra il piano del ferro.
| 1-2 | ● Linea Keiō | per Chōfu, Hashimoto, Keiō-Hachiōji e Takaosanguchi                             |
| 3-4 | ● Linea Keiō | per Meidaimae, Sasazuka, Shinjuku e linea Shinjuku della metropolitana di Tokyo |

## Stazioni adiacenti
| «                                 | Servizio           | »          |
| Linea Keiō                        | Linea Keiō         | Linea Keiō |
| --------------------------------- | ------------------ | ---------- |
| Sengawa                           | Locale             | Shibasaki  |
| Sengawa                           | Rapido             | Chōfu      |
| Sengawa                           | Espresso sezionale | Chōfu      |
| Chitose-Karasuyama                | Espresso           | Chōfu      |
| Tutti gli altri treni non fermano |                    |            |